# Leo Kofler (Atemtherapeut)
Leo Kofler (geboren am 13. März 1827 in Brixen; gestorben am 27. November 1908 in New Orleans) war ein österreichischer Organist und Gesangslehrer. Er gilt als einer der Begründer der Atemtherapie.

## Leben und Werk
Kofler wurde 1827 in Brixen in Tirol geboren. Sein Vater war Organist, sodass er früh – neben dem Gesang im Kirchenchor – im Klavier-, Orgel- und Violinspiel unterrichtet wurde. Ein Studium in Berlin brach Kofler allerdings aufgrund von gesundheitlichen Problemen ab.
1866 siedelte er nach Amerika über und war hier als Organist und Gesangslehrer in verschiedenen Städten tätig. Ab 1877 war Kofler Dirigent an der St. Paul’s Chapel der Trinity Parish in New York. Dort gab er 1887 das Buch Art of breathing heraus, welches von Clara Schlaffhorst und Hedwig Andersen 1897 ins Deutsche übersetzt wurde. Eine neuerliche Überarbeitung des Buches wurde im Jahr 1951 durch Paul Vogler veröffentlicht. In diesem Werk beschreibt Kofler Atemübungen, welche nicht nur die Lungen, den Kehlkopf und die Stimmbänder trainieren, sondern auch „den ganzen Körper in vollständiger Arbeitstüchtigkeit“ erhalten sollen.

## Publikationen
- Art of breathing as the basis of toneproduction for singers, elocutionists, educators, lawyers, preachers, and all others desirous of having good health. Kessinger Publishing Company, New York 1887. Aus dem Englischen übersetzt von Clara Schlaffhorst und Hedwig Andersen. 18. Auflage, Breitkopf & Härtel Verlag, Leipzig 1924.